# Frost 2
Frost 2 (engelska: Frozen 2) är en amerikansk animerad film som hade premiär 2019 i produktion av Walt Disney Animation Studios och regi av Chris Buck och Jennifer Lee. Den är en uppföljare till filmen Frost från 2013, som är baserad på H.C. Andersens saga Snödrottningen från 1845.
Filmen hade svensk premiär den 25 december 2019. Efter sina första fem dagar hade filmen gjort 424 030 biobesök, vilket gör det till den största öppningen för en film någonsin i Sverige.
På Oscarsgalan 2020 nominerades Frost 2 för Bästa sång ("Into the Unknown") men förlorade mot Rocketman ("(I'm Gonna) Love Me Again"). Frost 2 slog den första filmens rekord som den näst mest inkomstbringande animerade filmen någonsin (den mest inkomstbringande animerade filmen är spelfilmsversionen av Lejonkungen).

## Handling
Tre år har gått sedan händelserna i den första filmen. Kungariket Arendals numera 24-åriga drottning Elsa börjar höra en mystisk röst som verkar kalla på henne. När Elsa försöker ta reda på vad det är för röst råkar hon använda sina krafter och väcka några urgamla arga andar som hotar Arendal. Elsa tror att andarna kommer från den förtrollade skogen som hennes döda föräldrar berättade om när hon och hennes syster Anna var små. Elsa tror därmed att andarnas hot mot Arendal har att göra med striden mellan några soldater från Arendal och den förtrollade skogens invånare Tundrafolket som skedde för länge sedan. Så Elsa, Anna, Kristoffer, snögubben Olof och renen Sven ger sig därför ut på en resa till den förtrollade skogen i hopp om att kunna lugna ner andarna. På vägen kommer de inte bara upptäcka sanningen om andarnas vrede, utan även sanningen om både Elsas krafter och vart hennes och Annas föräldrar var på väg när de dog. 

## Soundtrack
| Engelsk version                                                    | Svensk version                                                       | Samisk version                                                     |
| ------------------------------------------------------------------ | -------------------------------------------------------------------- | ------------------------------------------------------------------ |
| All is found Wood                                                  | Uti älven Olsson                                                     | Gávnnat buot Iversen                                               |
| Some things never change Bell, Menzel, Gad, Groff, Frozen 2 kor    | Somligt är sig likt Sandén, Herlitz, Al Fakir, Karlsson, Frost 2 kor | Buot áššit rievdda eai Oskal, Pentha, Rimpi, Bjørsmo, Jikŋon 2 kor |
| Into the unknown Menzel, AURORA                                    | In i en ny värld Herlitz, AURORA                                     | Amas mu vuordá Pentha, AURORA                                      |
| When I am older Gad                                                | När jag blir äldre Al Fakir                                          | Go rávásnuvan Rimpi                                                |
| Reindeer(s) are better than people (cont.) Groff                   | Renar är bättre än män’skor (forts) Karlsson                         | Boazu lea buoret go olmmoš (joatkka) Bjørsmo                       |
| Lost in the woods Groff                                            | Vilken väg ska jag ta? Karlsson                                      | Láhpposis nu Bjørsmo                                               |
| Show yourself Menzel, Wood                                         | Visa dig Herlitz, Olsson                                             | Čájet mat Pentha, Iversen                                          |
| The next right thing Bell                                          | Ett litet kliv Sandén                                                | Daga de riekta fal Oskal                                           |
| Into the unknown (Panic! At the Disco version) Panic! At the Disco |                                                                      |                                                                    |
| All is found (Kacey Musgraves version) Kacey Musgraves             |                                                                      |                                                                    |
| Lost in the woods (Weezer version) Weezer                          |                                                                      |                                                                    |

## Produktion
På ett möte i San Francisco som ägde rum den 12 mars 2015 bekräftade Disney att en ny film om systrarna Elsa och Anna skulle produceras. Skaparna sa att de hade många lockande idéer angående handlingen i den potentiella uppföljaren till succéfilmen Frost. Under november 2015 publicerades en intervju med Peter Del Vecho där han bl.a. förmedlade att alla de viktigaste figurerna från förra filmen (Elsa, Anna, Olof, Kristoffer, Sven) skulle komma tillbaka i Frost 2. I mars 2016 bekräftade Kristen Bell att hon skulle fortsätta låna sin röst till  Anna och att Frost 2 naturligtvis skulle innehålla många nya sånger. Hon nämnde också kortfilmen Olofs frostiga äventyr som skulle ha sin premiär i november 2017.
Under mars 2018 bekräftade Kristen Anderson-Lopez att hon, hennes man och Kristen Bell arbetar på en ny ledsång. Låten skulle framföras i duett av Idina Menzel (Elsa) och Kristen Bell (Anna). I juli 2018 publicerades information om att skådespelarna Evan Rachel Wood och Sterling K. Brown skulle ge sina röst till två andra figurer i filmen. I augusti 2018 anställdes Allison Schroeder för att, tillsammans med Jennifer Lee, den nya chefen för Walt Disney Animation Studios, skriva manuset.

## DVD
Filmen gavs ut på DVD 2020.